# 警察区
警察区（けいさつく）は、旧警察法（昭和22年法律第196号）に基づく都道府県国家地方警察が設けた地域区分である。警察区ごとに「地区警察署」が設けられた。

## 概要
警察署の名称は従来、管轄する郡や市（場合によっては区・町・村）の名称を冠したものが用いられ、部外者から見ても管轄区域が一目瞭然であった。
ところが、旧警察法が施行され、国家地方警察は自治体警察を設けない町村を管轄することになった。しかし管轄区域がモザイク状に入り乱れ、従来の基準で警察署の名称が決められなくなった。
そのため旧警察法第28条に「警察区」の規定が設けられることになった。